# تشارلز ويلسون كروس
تشارلز ويلسون كروس هو محامي وسياسي كندي، ولد في 30 نوفمبر 1872 في كندا، وتوفي في 2 يونيو 1928 في كالغاري في كندا بسبب نوبة قلبية. حزبياً، نشط في الحزب الليبيرالي الألبرتي والحزب الليبرالي الكندي. وقد انتخب عضو الجمعية التشريعية ألبرتا وانتخب عضو مجلس العموم الكندي.